# Tomás de los Cobos y Luna
Tomás de los Cobos y Luna (Galicia, c. 1664 - Madrid, 20 de julio de 1734), II marqués de Puebla de Parga, noble y militar español.
Era hijo de Manuel de los Cobos y Manrique de Mendoza, X conde de Rivadavia y IV marqués de Camarasa, y de Isabel Portocarrero. A los cuatro años quedó huérfano por el asesinato de su padre.
En 1682 fue investido caballero de la Orden de Santiago y recibió la encomienda de Museros. En 1696 casó con María Josefa Bolaños y Castro, II marquesa de Puebla de Parga, que había enviudado de Antonio de Navia y Bolaño. Con ella tuvo a su hija María Josefa de los Cobos, que sucedió en el marquesado y casó con Fernando Gayoso Arias Ozores López de Lemos, VII conde de Amarante y marqués de San Miguel das Penas y la Mota.
Cuando comenzó la Guerra de Sucesión Española en 1701, ya se desempeñaba como brigadier y general de la Artillería de Galicia. Dos años después de terminar, en febrero de 1715, fue nombrado gobernador de Tuy y comandante de la frontera de Galicia a las órdenes del capitán general.
El 11 de mayo de 1715 fue ascendido a teniente general. En marzo de 1726 ocupó de forma interina la Capitanía General del reino de Galicia y la presidencia de la Audiencia. En enero de 1728 fue nombrado consejero de capa y espada del Consejo de Guerra y más tarde ocupó el decanato, que ejerció hasta su muerte en 1734.